# Томас Акривопулос
Томас Акривопулос (на гръцки: Θωμάς Ακριβόπουλος) е гръцки революционер, деец на гръцката въоръжена пропаганда в Македония от началото на XX век.

## Биография
Томас Акривопулос е роден в Бер, тогава в Османската империя. Включва се във въоръжената борба за Македония. Работи с Константинос Мазаракис, като в 1905 година оглавява собствена въоръжена група, действаща в Берско, Негушко и Ениджевардарското езеро срещу българските чети на ВМОРО и османците. Участва в няколко операции заедно с Йоанис Симаникас. Легализира се след Младотурската революция в 1908 година.